# Њижње Њемецке
Њижње Њемецке (слч. Nižné Nemecké) насељено је мјесто са административним статусом сеоске општине (слч. obec) у округу Собранце, у Кошичком крају, Словачка Република.

## Становништво
| Година:    | 1994. | 2004.   | 2014.   | 2024.   |
| ---------- | ----- | ------- | ------- | ------- |
| Број људи: | 338   | 334     | 327     | 308     |
| Разлика:   |       | -1,18 % | -2,09 % | -5,81 % |

| Година:    | 2023. | 2024.   |
| ---------- | ----- | ------- |
| Број људи: | 311   | 308     |
| Разлика:   |       | -0,96 % |

Према подацима о броју становника из 2011. године насеље је имало 321 становника.